# Underlandet (fiktivt land)
Underlandet är en fantasivärld som förekommer i Lewis Carrolls böcker om Alice i Underlandet samt i filmerna som är baserade på böckerna.

## Om Underlandet
Man tar sig till Underlandet genom att ramla ner i ett väldigt djupt kaninhål. Underlandet skiljer sig väldigt mycket från den vanliga, verkliga världen. Detta är väldigt vanligt när det gäller fantasivärldar.
I Underlandet bär djur kläder, djur kan prata, dricka te och göra i stort sett allt som människor gör. Samtidigt vet de att de är djur och kan bete sig som sådana emellanåt också. I Underlandet finns det även olika drycker, svampar, osv som gör att personen som förtär detta antingen kan bli stor som ett hus eller liten som en mus. 
L. Frank Baum inspirerades av Underlandet då han skapade landet Oz.

## Böcker som utspelar sig i Underlandet
- Alice i Underlandet av Lewis Carroll

## Filmer som utspelar sig i Underlandet
- 1951 - Alice i Underlandet
- 1999 - Alice i Underlandet
- 2010 - Alice i Underlandet